# الدوري الإسباني لكرة القدم للسيدات 1999–2000
الدوري الإسباني لكرة القدم للسيدات 1999–2000 (بالإسبانية: División de Honor Femenina 1999-00)‏ هو الموسم 12 من الدوري الإسباني لكرة القدم للسيدات. فاز فيه Extremadura Femenino CF ‏.